# Partido Socialista Vasco
Euskal Sozialista Biltzarrea (ESB) —nombre vascuence traducible al español como «Asamblea Socialista Vasca»— fue un partido político español de ámbito vasco-navarro fundado en 1975, con ideología socialdemócrata no marxista y nacionalista vasca. Al ser legalizado en 1977, adoptó en castellano el nombre de Partido Socialista Vasco (PSV). Intentó infructuosamente ocupar el espacio político situado entre el PNV y los partidos comunistas en el País Vasco y Navarra, ámbito ideológico en el que pugnaba con el PSOE. Trató de crear una amplia coalición electoral de todos los partidos nacionalistas, para lo que participó en la Cumbre de Chiberta.
Tras fracasar en las elecciones de 1977, radicalizó su ideología declarándose marxista, participó en la Mesa de Alsasua y formó con otros partidos la coalición Herri Batasuna (HB), que obtuvo un inesperado éxito en las elecciones de 1979. Las diferencias con sus aliados acerca de la organización interna de HB y la conveniencia o no de participar en las instituciones, hicieron que abandonara la coalición a principios de 1980. La incesante pérdida de militantes sufrida, las gravosas deudas contraídas y la imposibilidad de abrirse un espacio político diferenciado hicieron que desapareciera poco tiempo después.

## Origen
Aunque formado ya a finales de 1975, ESB nació oficialmente el 6 de junio de 1976 en el Santuario de Arantzazu, donde celebró todavía en la clandestinidad su I Congreso, como resultado de la unión de varios grupos políticos preexistentes de carácter nacionalista y socialista. Entre los grupos que integraron ESB destacaban el Movimiento Socialista de Euskadi (MSE), una escisión del sindicato nacionalista Euskal Langileen Alkartasuna (Solidaridad de Trabajadores Vascos, ELA-STV) crítica con ETA y compuesta en realidad por diversos grupos a veces enfrentados, entre los que destacaba el de los apodados eladios; el etnonacionalista grupo Aintzina, que estaba formado por algunos fundadores de la primitiva ETA escindidos de esta organización y agrupados en torno a José Luis Álvarez Enparantza (Txillardegi) y la revista Branka; los pequeños Equipos Socialistas Navarros y algunos grupos de independientes. Sus principales bases se encontraban situadas en el Gran Bilbao y las localidades guipuzcoanas de Mondragón, Beasáin y Vergara, zona esta última de gran implantación del movimiento cooperativista, en el que ESB tenía importantes apoyos.

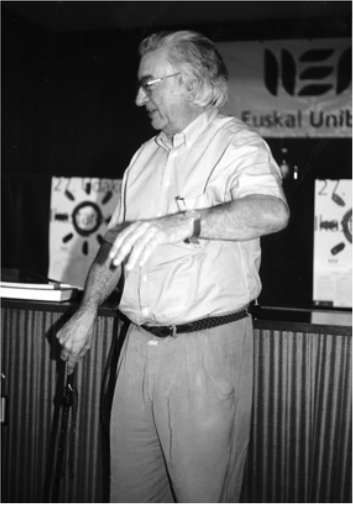
José Luis Álvarez Emparanza, Txillardegi, fue uno de los principales fundadores de ESB, pero también encabezó su mayor escisión.

El partido surgió con la idea de cubrir un espacio político dentro del nacionalismo vasco con un ideario socialista situado entre el nacionalismo conservador y moderado del Partido Nacionalista Vasco (PNV) y la izquierda abertzale de carácter marxista-leninista del bloque KAS, «para dar una expresión políticamente organizada a los intereses de los trabajadores vascos». Sin embargo, adolecía de una clara heterogeneidad en su composición, lo que limitó sus posibilidades de alianzas. En su I Congreso se definió como socialista abertzale, augestionario, libre, democrático y capaz de ofrecer una auténtica alternativa socialista vasca para Euzkadi.
En el referéndum sobre la Ley para la Reforma Política del 15 de diciembre de 1976 pidió la abstención, al igual que otros partidos de oposición al franquismo. Aun antes de su legalización, dicha Reforma Política impulsada por el presidente Adolfo Suárez posibilitó que ESB celebrara mítines públicos que le permitieron darse a conocer a los futuros electores.

## El programa político de su II Congreso
Tras ser legalizado el 26 de febrero de 1977 con el nombre en castellano de Partido Socialista Vasco, ESB-PSV celebró en marzo en Bilbao su II Congreso. Estableció su sede oficial en Pamplona (Navarra) e Iñaki Aldekoa fue elegido secretario general, sustituyendo a la anterior dirección colegiada. El partido se declaró defensor de un socialismo autogestionario opuesto al marxismo, al que asociaban con el estado totalitario y centralista. En lo referente a la cuestión vasca, ESB-PSV defendía la soberanía del País Vasco más que la independencia, entendiendo que, como mínimo, el Estado español debía devolver la autonomía de la Segunda República además de los derechos forales arrebatados durante los siglos XIX y XX. Mantenía que el proceso autonómico vasco debía desvincularse del proceso constitucional español y entenderse como una negociación de igual a igual entre un poder autónomo vasco restaurado y el nuevo poder central constituido en España. También se hizo un gran hincapié en la implantación del euskera.
El partido siguió desde su legalización una vía pacífica y de participación institucional, claramente diferenciada de la seguida por las organizaciones integradas en KAS. Así lo demuestra su solicitud de autorización para una manifestación en celebración del Aberri Eguna o Día de la Patria Vasca, realizada conjuntamente con el PNV y el PSOE. Tal convocatoria contrasta con la actitud de confrontación desarrollada por la izquierda abertzale, que convocó a una «jornada de lucha» ese mismo día.
Desde otras zonas de España, algunos sectores identificaban al Partido Socialista Vasco como uno más de los partidos socialistas regionales que se creaban en la Transición en distintas regiones, como Cataluña, Andalucía o Aragón, con la intención de competir con el Partido Socialista Obrero Español y el Partido Socialista Popular. En varias ocasiones recibió el apelativo de «pallachista», en referencia a Josep Pallach, líder del Partit Socialista de Catalunya-Reagrupament que dirigió un fuerte proyecto socialdemócrata y autonomista con el que el antiguo MSE había mantenido contactos.

## La estrategia electoral de ESB-PSV

### El frentismo
La postura de ESB-PSV frente a las inminentes elecciones fue promover un amplio frente nacionalista que englobara a todos los partidos, desde el derechista Partido Nacionalista Vasco hasta los partidos comunistas del bloque KAS. El proyecto frentista encontró la oposición expresa tanto de ETA (pm) —quien a pesar de su predisposición a participar en el proceso electoral creía que podría implicar una fractura social similar a la de Irlanda del Norte— como de KAS, que le acusaba de dividir a la clase trabajadora.

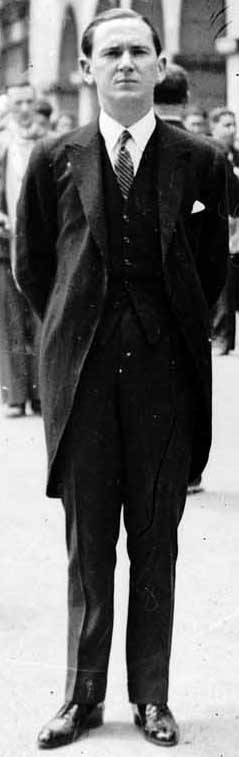
Telesforo Monzón (aquí en 1934) impulsó la Cumbre de Chiberta.

Sus relaciones con los partidos de KAS no eran buenas. ESB-PSV calificaba a EHAS, LAIA y EIA como «la extrema izquierda del KAS», en línea con la postura firmemente antimarxista de Txillardegi; mientras que esos partidos acusaban a los partidarios del ESB-PSV de socialdemócratas y autonomistas.
No eran mejores las relaciones con el recién constituido Partido Socialista de Euskadi (federación vasco-navarra del PSOE), al que ESB-PSV consideraba una mera sucursal y un agente imperialista español y que, a su vez le calificaba como racista. Ya en febrero de 1976, antes de la creación formal del partido, militantes de ESB abuchearon a Felipe González, secretario general de un todavía ilegal PSOE en un mitin que celebraba en Bilbao. Pese a todo, el PSOE sondeó las posibilidades de una fusión con ESB-PSV y ESEI (similar a la que ya se gestaba en Cataluña y daría lugar al PSC). Al fin y al cabo, el PSOE tenía el decisivo apoyo del SPD alemán y numerosos votantes potenciales, pero le faltaban una militancia y unos cuadros intermedios que podían aportar los dos partidos vascos. La propuesta tuvo algún apoyo interno y fue incluso tomada en consideración por el propio Txillardegi, pero la rotunda oposición de los eladios de Iñaki Aldekoa frustró tal posibilidad de superar la división entre nacionalistas y no nacionalistas.
Que el frentismo no era el único camino del abigarrado ESB-PSV lo demuestra su participación en las negociaciones para formar la candidatura conjunta al Senado que luego se denominaría Frente Autonómico, junto con el PSOE, el PNV y otros partidos. El PSV se retiró de este proyecto porque se le ofrecía un solo puesto en la candidatura.

### La Cumbre de Chiberta
En su intento de crear un frente nacionalista, ESB-PSV participó en la denominada Cumbre de Chiberta, encuentro de partidos vascos nacionalistas patrocinado por Telesforo Monzón con similar propósito frentista, que se desarrolló a lo largo de cinco sesiones celebradas entre abril y mayo de 1977 en el Hotel Chiberta de Bayona (Francia). En las tres primeras sesiones se produjo un cada vez más agrio enfrentamiento entre el Partido Nacionalista Vasco, que encabezaba el sector partidario de participar en las elecciones, y ETA militar, que había expuesto sus condiciones en marzo, manifestó su clara oposición a la participación nacionalista en el proceso y anunció su intención de reanudar los asesinatos. El conflicto llegó a tal grado que el PNV se retiró de la cumbre tras la tercera sesión. Años más tarde, Joseba Azkarraga, representante del PNV en las reuniones, recordaba la inamovible postura de ETA (m), que exigía la amnistía total como condición previa a la participación en el proceso político cuando solo quedaban 35 presos encarcelados (el 24 de marzo quedaban todavía 106). Unos meses más tarde, cuando fue aprobada la Ley de Amnistía en octubre, ETA militar expresó abiertamente su auténtica posición: «es parcial, pero aunque fuese total no variarían nuestros planteamientos, ya que nosotros iniciamos la lucha porque Euskadi estaba oprimida». En diciembre puso en práctica su planteamiento: cuando salió de la cárcel el último preso etarra, la organización cometió un nuevo asesinato, reabriendo así la espiral de violencia.
En la cuarta reunión, ya sin el PNV, ESB-PSV propuso crear un frente nacionalista sin ese partido, siempre que las organizaciones «militares» (las distintas ramas de ETA) estuvieran subordinadas al mismo. La rotunda negativa de ETA (m) a prestar obediencia a ese frente «civil» si ello significaba el fin de la «lucha armada» (sus atentados terroristas) supuso el fin de la propuesta. La aprobación por el Consejo de Ministros de una novedosa fórmula de sustitución de la prisión por el «extrañamiento», que permitió la excarcelación de significativos miembros de ETA, acabó por decidir a ESB-PSV y otros partidos (incluido EIA con el apoyo de ETA político-militar) a anunciar en la última sesión su decisión de tomar parte en las elecciones. ETA (m), EHAS y LAIA quedaron solos en su postura de boicot.

### Las elecciones legislativas de junio de 1977
En mayo, el partido celebró un Congreso Extraordinario en Vergara en el que decidió participar en las elecciones legislativas de 1977, primeras de la democracia, oponiéndose a la abstención propugnada por el bloque KAS. El intento de ESB-PSV de formar un amplio frente abertzale solo se concretó parcialmente en Navarra donde se formó la coalición Unión Autonomista de Navarra, integrada por Partido Nacionalista Vasco, ESB-PSV y Acción Nacionalista Vasca (ANV). Pocos días antes de las elecciones un muy divulgado sondeo preelectoral otorgaba al partido un par de asientos en el Congreso de los Diputados.
Sin embargo, ESB-PSV obtuvo unos resultados electorales significativos pero peores que los esperados, quedando sin representación parlamentaria. En el conjunto de las tres provincias vascas (Álava, Vizcaya y Guipúzcoa) su candidatura en solitario logró un total de 35.261 votos (3,56%), mientras que en Navarra la coalición Unión Autonomista de Navarra obtenía 18.000 votos (6,99%). Ni uno ni otra obtuvieron representación parlamentaria.
Como consecuencia inmediata ESB-PSV se encontró con una situación muy difícil, pues las elecciones le habían dejado sin presencia institucional, con fuertes deudas económicas y con su teórico espacio político ocupado no solo por el Partido Socialista de Euskadi-PSOE, sino también por la coalición Euskadiko Ezkerra (alianza de EIA con el Movimiento Comunista de Euskadi), que sí había logrado representación parlamentaria. Ello se tradujo en el abandono de parte de la militancia y en una progresiva radicalización que le distanció de los partidos autonomistas moderados y le acercó a los partidos de KAS.

## La búsqueda de launidad popular

### La Mesa de Alsasua
La veterana dirección de ESB-PSV fue desplazada por los jóvenes eladios que estaban dirigidos por el secretario general del partido, Iñaki Aldekoa, antiguo militante del MSE. Estos apostaron por la unidad de la izquierda nacionalista y por la integración el 24 de octubre de 1977 en la llamada Mesa de Alsasua, nuevamente promovida por Telesforo Monzón. Éste, además de a ESB-PSV, consiguió atraer a diversos partidos que habían obtenido malos resultados en las elecciones: HASI y LAIA, cuyas llamadas a la abstención habían tenido escaso eco; y el pequeño ANV, que había obtenido un resultado mucho peor que el de ESB-PSV y había sufrido la escisión del sector «histórico». Además, hubo que invitar (con cierto disgusto de algunos) al entonces importante EIA, brazo político de ETA político-militar que había obtenido unos dignos resultados al frente de la coalición Euskadiko Ezkerra y era el único con representación parlamentaria.

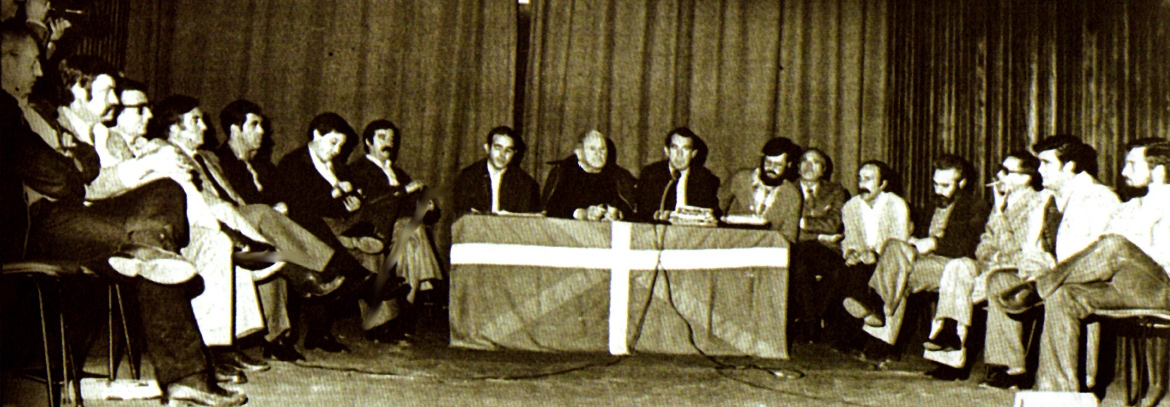
Imagen de la Mesa de Alsasua. Su organización permitió formar la coalición Herri Batasuna, de la que ESB fue miembro fundador. La persona que usa el micrófono parece ser Iñaki Aldekoa, secretario general de ESB.

Aunque el objetivo de Monzón volvía a ser formar una coalición nacionalista (ahora con objetivos más modestos que en la Cumbre de Chiberta) de cara a unas elecciones municipales que se creían más próximas de lo que la realidad posterior demostraría, la Mesa tenía otras finalidades secundarias. Una era crear una plataforma común que pudiera rivalizar en fuerza con los partidos parlamentarios; otra, más coyuntural, era debatir la adopción de una postura común para acudir a la llamada Mesa de San Francisco, reunión de partidos de extrema izquierda.
Cada uno de los partidos participantes elaboró su propia propuesta en función de sus intereses. Fiel a su estrategia frentista, ESB-PSV propuso la formación de una coalición, pero expuso varias condiciones que hoy resultan llamativas a la vista del desarrollo posterior de los acontecimientos: la coalición debía ser «ideológicamente plural», debía huir de «la religión-política», debía «estar presente en la política institucional tanto a nivel de Euskadi como a nivel del estado» y debía existir una estricta separación entre la coalición y ETA, debiendo ésta renunciar a tener voz o delegados dentro de la fuerza política. Las condiciones tenían su razón de ser, pues el propósito de ETA militar era, precisamente, controlar la futura coalición.

### La creación de Herri Batasuna
Finalmente, el 27 de abril de 1978 se crea la coalición electoral Herri Batasuna (HB; traducible al castellano como Unidad Popular), con la participación de cuatro partidos: HASI, ESB-PSV, LAIA y ANV. Sin embargo, la entrada de ESB-PSV en HB constituye una operación gestionada por su secretario general, Iñaki Aldekoa, sin conocimiento ni aquiescencia de las bases.
Aunque esta coalición integraba algunos partidos declaradamente comunistas y afines a la KAS (HASI y LAIA), los dirigentes de ESB-PSV pensaban que se podría moderar hacia el socialismo democrático y convertirse en un gran partido socialista vasco. Al fin y al cabo, ESB-PSV era, aparentemente, el partido más estructurado de los cuatro fundadores y contaba con el respaldo de 35.000 votantes. Además, como paso previo, ESB-PSV decidió iniciar un proceso de fusión con el histórico partido nacionalista de izquierdas ANV, con el que ya había formado coalición en Navarra, con el fin de liderar al sector más moderado de HB. ANV había sido la gran derrotada en las elecciones de 1977 al no llegar a cosechar ni 9.000 votos. El nuevo partido fruto de la fusión se llamaría Euskal Sozialista Ekintza (Acción Socialista Vasca).
Sin embargo, el desarrollo del III Congreso Nacional de ESB-PSV frustró los ambiciosos planes. Durante el mismo, el partido decidió declararse oficialmente marxista. Este giro motivó la censura de Txillardegi, quien era fervientemente antimarxista, se quejaba del relajamiento en las exigencias de euskaldunización de los dirigentes de la formación y acusaba al partido de persistir en una tendencia «anti-ETA». Ello culminó en la expulsión de Txillardegi y la salida del partido de sus seguidores que, sin embargo, siguieron formando parte de Herri Batasuna. La escisión tuvo tres consecuencias importantes: debilitó seriamente la posición de ESB-PSV dentro de la coalición, frustró el avanzado proceso de unificación con ANV y reforzó al sector de «independientes» de HB, que comenzaban a ser una especie de difuso quinto partido en la coalición.

## Lucha por el control de HB

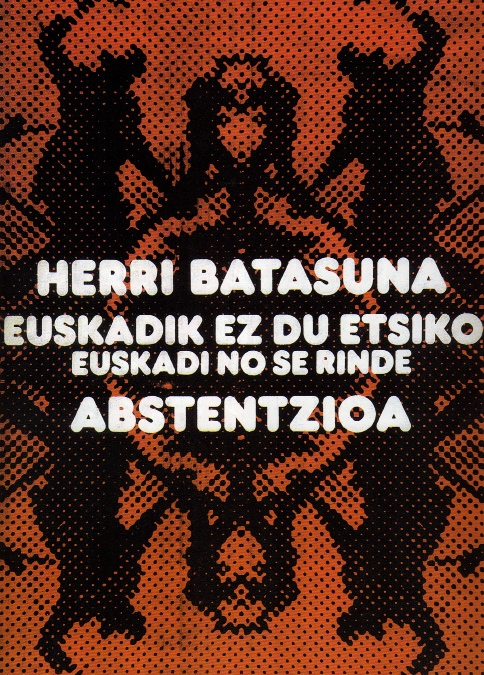
Cartel de HB pidiendo la abstención en el referéndum sobre el Estatuto de Autonomía. También en este asunto ESB discrepó del resto de la coalición.

Dentro de HB se produjo desde su nacimiento una pugna entre tres de los partidos que la integraron (ANV, ESB-PSV y LAIA) por un lado, y HASI y los independientes partidarios de KAS, por otro. Este enfrentamiento se debía básicamente a diferencias respecto a la organización interna de la coalición y a la participación o no de la misma en las instituciones políticas, y no había en principio grandes discrepancias sobre la paralela «lucha armada» de ETA, que no era cuestionada por ninguno de los partidos.
ESB-PSV, ANV y LAIA, junto con algún destacado independiente, como Patxi Zabaleta, eran partidarios de participar críticamente en las instituciones; por el contrario, HASI y la mayoría de los independientes próximos a KAS eran inicialmente partidarios de continuar la posición abstencionista que ya fracasó en 1977. La convicción de los últimos de que no debían dejar el espacio libre a su gran rival, Euskadiko Ezkerra, y la necesidad de mantener la unidad de la nueva coalición llevaron a alcanzar una precaria solución de compromiso por la que HB participaría en las elecciones pero sus cargos electos solo participarían en las instituciones forales navarras y en los ayuntamientos, boicoteando las diputaciones y Juntas Generales de Álava, Guipúzcoa y Vizcaya.
Herri Batasuna obtuvo un inesperado éxito en las elecciones legislativas de marzo de 1979, éxito que se consolidó en las elecciones forales y municipales de abril. El elevado número de cargos electos obtenido, unido a la convicción de que pronto se celebrarían elecciones a un futuro parlamento autónomo vasco desató un enfrentamiento soterrado en el seno de la coalición. HB era, a efectos legales, una coalición electoral de ANV y ESB-PSV, los dos únicos partidos políticos legales. LAIA y ESB-PSV trataron de obtener la adhesión de ANV a sus posiciones para quedarse con las siglas de HB y marginar a los partidarios de KAS, pero el secretario general de ANV, Valentín Solagaistua, dimitió de su cargo y en este partido se impuso una corriente favorable a KAS, de tal forma que el plan no pudo llevarse a cabo. Ya en septiembre de 1979 comenzaron a difundirse rumores de que ESB-PSV podría acabar abandonando HB. Al mismo tiempo, en esta época ESB-PSV siguió participando en manifestaciones junto al PNV y otros partidos más moderados ajenos a KAS.
La discrepancia también saltó con motivo de la celebración del referéndum convocado el 25 de octubre de 1979 para ratificar el proyecto de Estatuto de Autonomía. Aunque había unanimidad en el rechazo, la postura mayoritaria en Herri Batasuna era propugnar la abstención, pues se preveía que el Estatuto recibiría un apoyo masivo debido al firme apoyo que recibiría del Partido Nacionalista Vasco y Euskadiko Ezkerra, además del Partido Socialista de Euskadi-PSOE, Unión de Centro Democrático y Partido Comunista de Euskadi (solo Alianza Popular y HB estaban en contra, y por motivos diametralmente opuestos). Sin embargo, ESB-PSV, fiel a su trayectoria participativa, era partidario de defender el voto negativo. Una vez más, el partido quedó en minoría dentro de la coalición y se impuso la postura abstencionista. La abstención en el referéndum fue solo un 3,16% superior a la de las previas elecciones municipales en las que había participado HB, lo que fue considerado como un fracaso de HB. El voto afirmativo superó el 90%. Iñaki Aldekoa, secretario general de ESB-PSV, publicó un artículo en un diario madrileño explicando que el resultado era un éxito de HB.
Paralelamente, ESB-PSV recibió ofertas para integrarse en la coalición electoral Euskadiko Ezkerra, pero renunció a esta posibilidad al rechazar el posibilismo de EE y su apoyo al Estatuto de Guernica, calificado despectivamente desde ESB-PSV como Estatuto Vascongado por no incluir a Navarra en su seno.

## Abandono de Herri Batasuna y disolución

Bandera de Herri Batasuna. El paso de ESB por esta coalición fue letal para el partido.

La coalición, a instancias de HASI y ANV, modificó la estructura de su directiva. Se redujo la presencia de los cuatro partidos aumentando la de los «independientes» próximos a la KAS. Además, se sustituyó la unanimidad por la mayoría cualificada como forma de tomar decisiones. Ello minimizó la representación de ESB-PSV y LAIA.
El IV Congreso de ESB-PSV, celebrado en enero de 1980 en Beasáin, se celebró en un clima de fuerte división entre dos tendencias: una partidaria de participar en el futuro Parlamento Vasco y otra contraria a ello. Finalmente, el sector mayoritario apostó por mantener al partido dentro de la coalición Herri Batasuna, pero reclamando a la misma que se mantuviera al margen de controles externos (KAS y ETA militar) y exigiendo a la Mesa Nacional de HB (controlada por afines a KAS) que se posicionara claramente sobre si la coalición participaría o no en el futuro parlamento autónomo que surgiera de las inminentes elecciones autonómicas.
Pero las exigencias de ESB-PSV no solo no se materializaron, sino que además sus militantes quedaron marginados en la confección de las listas electorales al Parlamento Autónomo Vasco. Por su parte, LAIA abandonó la coalición el 19 de febrero, lo que llevó finalmente a ESB-PSV a desvincularse también de HB, denunciar que ésta se había convertido en parte de KAS y recomendar a sus militantes y simpatizantes que se abstuvieran en las elecciones regionales de marzo de 1980. Para Herri Batasuna, sin embargo, el abandono de LAIA y de ESB-PSV tuvo un bajo coste electoral ya que solamente perdió 35.000 votos. Además, Iñaki Aldekoa presentó su dimisión como secretario general del partido y continuó militando en Herri Batasuna como independiente junto con sus seguidores.
Tras la ruptura, el partido decidió que los representantes electos que había obtenido en las elecciones de 1979 dentro de las listas de HB volvieran a participar en las instituciones ya en nombre de ESB-PSV. El partido todavía entró en conflicto con HB acerca del uso de las siglas, el destino de las asignaciones económicas recibidas por los cargos públicos electos y otras cuestiones. Sin embargo, mermado en militantes, privado de dirección, aislado de HB, incompatible con EIA e incapaz de pactar siquiera con LAIA, ESB-PSV desapareció en silencio un tiempo después; no obstante, siguió figurando en el registro de partidos políticos. Los cargos electos del partido continuaron desempeñando su labor hasta el final de sus mandatos.